# Нуль-пункт (фотометрия)
В фотометрии нуль-пункт фотометрической системы определяется как отсчёт приёмника излучения, соответствующий нулевой видимой звёздной величине. Нуль-пункт используется для калибровки фотометрической системы по отношению к стандартной системе звёздных величин, поскольку принимаемый поток излучения различен для разных приёмников. Обычно Вегу используют в качестве объекта калибровки для определения нуль-пункта звёздных величин в отдельных полосах (U, B и V), хотя зачастую для большей точности используются средние значения для нескольких звёзд. Не всегда оказывается удобным искать Вегу на небе для калибровки приёмника, поэтому часто для калибровки используют произвольную звезду с известной видимой звёздной величиной.

## Общая формула

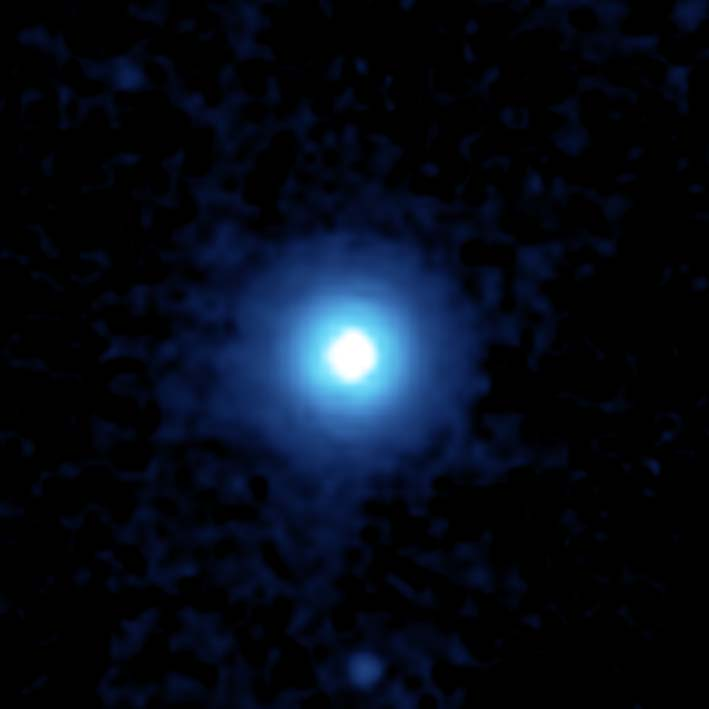
Изображение Веги, звезды, обычно используемой в качестве нуль-пункта фотометрической системы.

Уравнение для звёздной величины объекта в данной полосе:
{\displaystyle M=-2.5\log(\textstyle \int \limits _{0}^{\infty }\displaystyle F(\lambda )Sd\lambda )+C.}
Здесь M является звёздной величиной объекта, F — поток в данной длине волны, S — спектральная чувствительность данного инструмента. В идеальных условиях чувствительность равна 1 внутри полосы пропускания и 0 вне полосы. Постоянная C определяется для нуль-пункта приравниванием звёздной величины к нулю.

## Нуль-пункт болометрической звёздной величины
Для различных полос нуль-пунктом выбрана Вега, но для болометрической звёздной величины нуль-пункт не определён, обычно калибровочным объектом считают Солнце. Недавно Международный астрономический союз определил абсолютную болометрическую звёздную величину и видимую болометрическую звёздную величину так, что нуль-пункты соответствуют светимости 3,0128×1028 Вт и освещённости 2,51802×10-8 Вт/м2 соответственно.